# Перевал Дю Тойтсклуф
Перевал Дю Тойтсклуф (англ. Du Toit's Rift) — гірський перевал, розташований у провінції Західний Кейп у Південній Африці, на регіональній трасі R101 між Парлом і Вустером. Спочатку це була доріжка для тварин, де приблизно під час Другої світової війни була побудована дорога, включно з 200-метровим тунелем Дю Тойтсклуф.
Після відкриття 3900-метрового гугенотського тунелю в 1988 році перевал більше не є частиною національної дороги N1 і був перенумерований як R101.

## Географія

### Маршрут
Спочатку 48 км, перевал піднявся на 820 метрів. Гугенотський тунель, відкритий у 1988 році, є найбільшою вигнутою спорудою в Південній Африці та скорочує дорогу на 11 кілометрів. Вона експлуатується як платна дорога. На під'їзді до Паарла є вражаючий віадук.
Навколишні вершини часто вкриті снігом, а Гірський клуб Південної Африки має в цьому районі хатини. Пік Дю Туа є найвищою горою на 1 995 метрів.

## Історія
Перевал був названий на честь Франсуа Дю Туа, гугенотського піонера XVII століття, який оселився в передгір'ях. До 1825 року фермери використовували перевал, щоб дістатися до глибини країни. У той час лейтенант Шонфельт з ферми Du Toitskloof попросив в уряду Кейпської колонії гроші на дорогу через перевал, але коштів не було надано. Інший перевал став кращим маршрутом, і в 1845 році був побудований маршрут через перевал Бейнсклуф, названий на честь інженера Ендрю Геддеса Бейна. У 1930 році інженер П. А. де Вільєрс дослідив ідею дороги через перевал, а в 1938 році вона була додатково досліджена Національною радою з доріг, а маршрут був остаточно розроблений у 1940 році Проєкт було розпочато влітку 1941/42 рр. Він коштував 1,25 мільйона рандів і становив 40 км завдовжки з дорогою, відкритою в березні 1949 року прем'єр-міністром Д. Ф. Маланом.